# Liste der Fürsten im Rheinbund
Liste der Fürsten im Rheinbund.
Siehe auch:
- Liste der Fürsten im Deutschen Bund
- Liste der Fürsten im Deutschen Kaiserreich
- Liste der Fürsten im Norddeutschen Bund

## Könige

### König vonBayern
- 1799-1825: Maximilian I. Joseph

### König vonSachsen
- 1763-1827: Friedrich August I.

### König vonWestphalen
- 1807-1813: Jérôme Bonaparte

### König vonWürttemberg
- 1797-1816: Friedrich I.

## Großherzöge

### Großherzöge vonBaden
- 1771-1811: Karl Friedrich
- 1811-1818: Karl

### Großherzöge vonBerg
- 1806-1808: Joachim Murat
- 1808-1809: Napoléon, in Personalunion Großherzog, Kaiser und Protektor des Rheinbundes
- 1809-1813: Napoléon Louis Bonaparte, unter der Regentschaft Napoléons

### Großherzöge vonHessen-Darmstadt
- 1790-1830: Ludwig X. (ab 1806 als Großherzog Ludwig I.)

### Großherzog vonFrankfurt
- 1810-1813: Karl Theodor von Dalberg

### Großherzog vonWürzburg
- 1806-1814: Ferdinand

## Herzöge

### Herzöge vonArenberg-Meppen
- 1803-1810: Prosper Ludwig

### Herzöge vonAnhalt-Bernburg
- 1796-1834: Alexius Friedrich Christian

### Herzöge vonAnhalt-Dessau
- 1751-1817: Leopold III. Friedrich Franz

### Herzöge vonAnhalt-Köthen
- 1789-1812: August Christian Friedrich
- 1812-1818: Ludwig August

### Herzöge vonMecklenburg-Schwerin
- 1785-1837: Friedrich Franz I.

### Herzöge vonMecklenburg-Strelitz
- 1794-1816: Karl II.

### Herzöge vonNassau
- 1806-1816: Friedrich August (Herzog) und Friedrich Wilhelm (Fürst)

### Herzöge vonOldenburg
- 1785-1823: Wilhelm

### Herzöge vonSachsen-Coburg-Saalfeld
- 1806-1826: Ernst

### Herzöge vonSachsen-Hildburghausen
- 1780-1826: Friedrich

### Herzöge vonSachsen-Gotha
- 1804-1822: August

### Herzöge vonSachsen-Meiningen
- 1803-1866: Bernhard II.

### Herzöge vonSachsen-Weimar-Eisenach
- 1758-1828: Carl August

## Fürsten

### Fürsten vonAschaffenburg
- 1803-1810: Karl Theodor von Dalberg

### Fürsten vonGeroldseck
- 1806-1815: Philipp

### Fürsten vonHohenzollern-Hechingen
- 1798-1810: Hermann Friedrich Otto
- 1810-1838: Friedrich Hermann Otto

### Fürsten vonHohenzollern-Sigmaringen
- 1785-1831: Anton Alois

### Fürsten vonIsenburg
- 1806-1813: Carl

### Fürsten vonLiechtenstein
- 1805-1836: Johann I. Josef

### Fürsten vonLippe-Detmold
- 1802-1851: Leopold II.

### Fürsten vonRegensburg
- 1803-1810: Karl Theodor von Dalberg

### Fürsten vonSalm-Salm
- 1778-1810: Konstantin Alexander Joseph

### Fürsten vonSalm-Kyrburg
- 1794-1810: Friedrich IV.

### Fürsten vonSchaumburg-Lippe
- 1778-1860: Georg Wilhelm

### Fürsten vonReuß-Greiz
- 1800-1817: Heinrich XIII.

### Fürsten vonReuß-Ebersdorf
- 1779-1822: Heinrich LI.

### Fürsten vonReuß-Lobenstein
- 1805-1824: Heinrich LIV.

### Fürsten vonReuß-Schleiz
- 1784-1818: Heinrich XLII.

### Fürsten vonSchwarzburg-Rudolstadt
- 1793-1807: Ludwig Friedrich II.
- 1807-1867: Friedrich Günther

### Fürsten vonSchwarzburg-Sondershausen
- 1794-1835: Günther Friedrich Karl I.

### Fürsten vonWaldeck
- 1763-1812: Friedrich Karl August